# Mårbacka

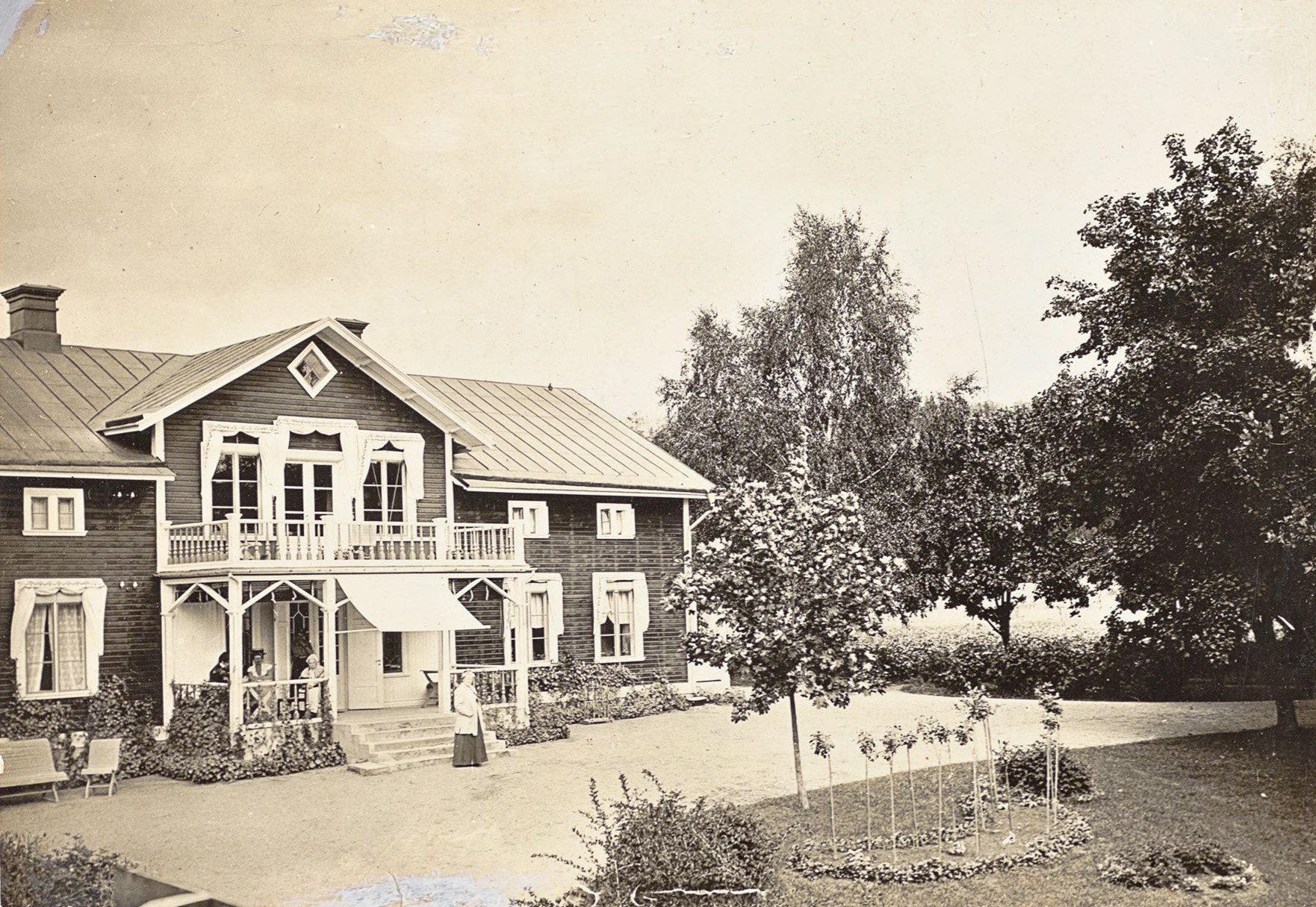
Dwór w 1912 roku przed rozbudową

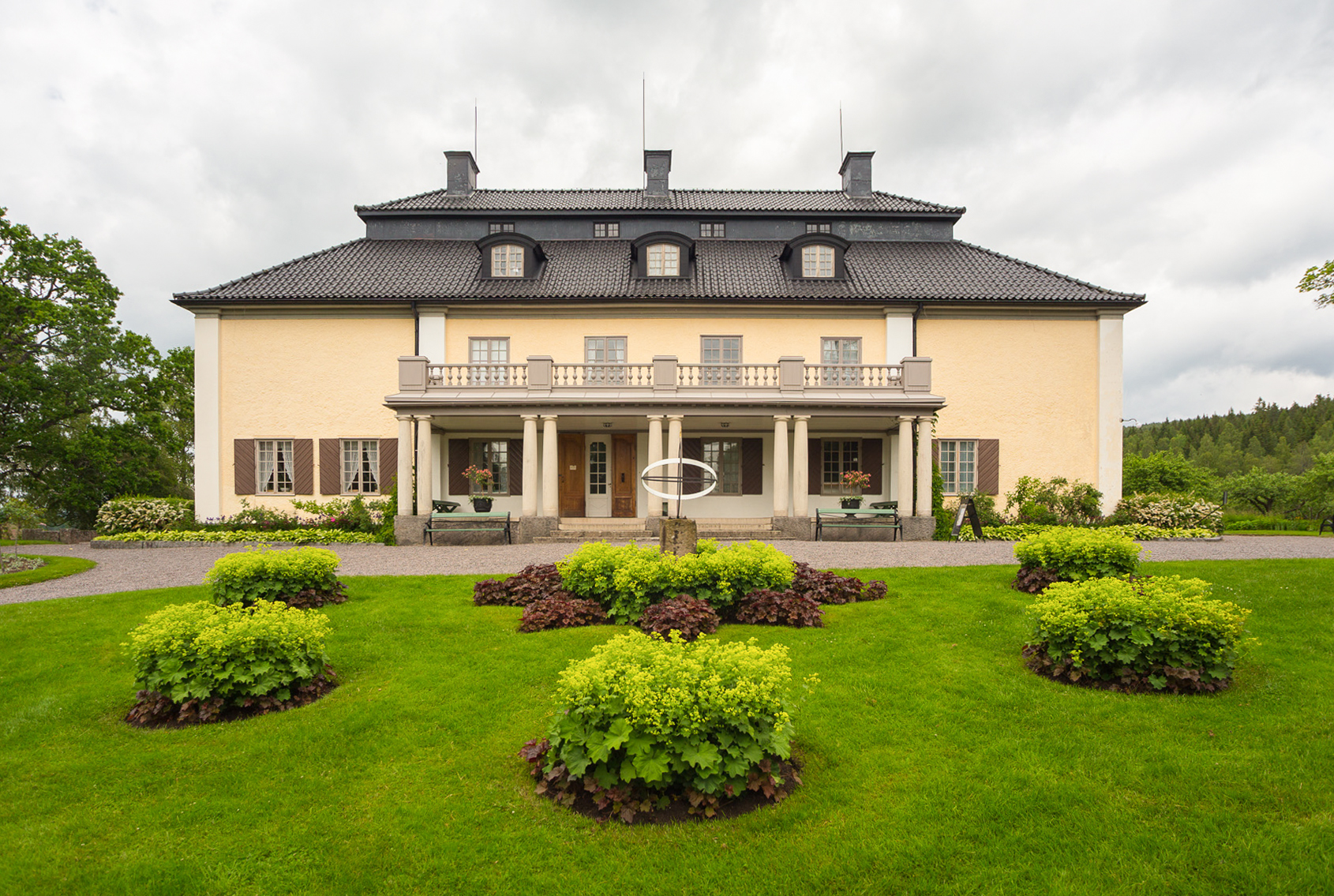
Dwór Mårbacka w 2015 roku

Mårbacka – dwór szlachecki położony w gminie Sunne w Värmlandzie w Szwecji. Miejsce narodzin i późniejsza posiadłość pisarki Selmy Lagerlöf (1858–1940).

## Historia
Główny budynek wzniesiono w 1793 roku i przebudowano w latach 1921–1923 zgodnie z projektem Isaka Gustafa Clasona. W 1801 roku stał się własnością rodziny Lagerlöf. W Mårbacka 20 listopada 1858 roku urodziła się Selma Lagerlöf, która spędziła tam młodość, a w wieku 23 lat opuściła to miejsce wyjeżdżając na studia do Sztokholmu.
W 1889 roku, ze względu na problemy finansowe, dwór został sprzedany przez brata pisarki, Johana Lagerlöfa.
Selma Lagerlöf odkupiła główny budynek w 1907 roku, a w 1910 całą posiadłość za pieniądze otrzymane w związku z przyznaniem jej rok wcześniej literackiej Nagrody Nobla. Po kilku latach właścicielka przebudowała dwór na reprezentacyjną posiadłość w takim stopniu, że nie przypominał on już wyglądu z czasu jej dzieciństwa.
Posiadłość Selmy Lagerlöf obejmowała 30 ha gruntów rolnych i 30 ha lasów, a pisarka zatrudniała około 30 osób. Posiadłość przynosiła zyski z plonów zbieranych z obszernych ogrodów i sadów, a ponadto przez pewien czas dochód przynosiła spółka Aktiebolaget Mårbacka Havremjöl, która produkowała mąkę owsianą, sprzedawaną w Sztokholmie i eksportowaną do USA.
Selma Lagerlöf mieszkała w Mårbacka do śmierci 16 kwietnia 1940 roku.

## Obecnie

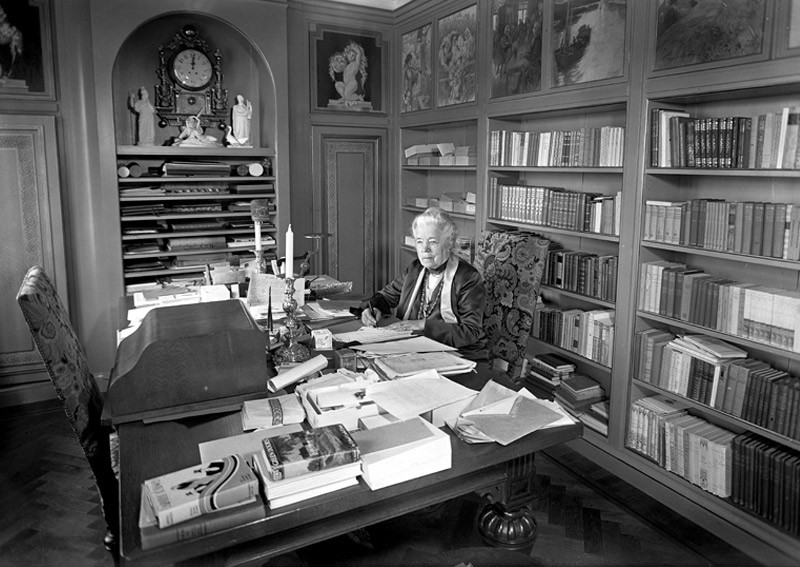
Selma Lagerlöf w swoim gabinecie w 1933 roku

Mårbacka jest zabytkowym dworem. Selma Lagerlöf zapisała w testamencie, że ma on być zachowany i udostępniany zwiedzającym, w stanie, w jakim był w momencie jej śmierci.
Można go zwiedzać z przewodnikiem. Obok dworu znajduje się ogród, kawiarnia i księgarnia, a w zabudowaniach gospodarczych urządzono wystawę pamiątkową poświęconą życiu i twórczości Selmy Lagerlöf.